# Ronde van Spanje 1942
| Eindklassement      |                       |             |
| Algemeen klassement | Julián Berrendero     | 134h 05'09" |
| Tweede              | Diego Cháfer          | + 8' 38"    |
| Derde               | Antonio Andrés Sancho | + 13' 12"   |
| Vierde              | Juan Gimeno           | + 16' 08"   |
| Vijfde              | Cipriano Elys         | + 23' 30"   |
| Zesde               | José Jabardo          | + 27' 43"   |
| Zevende             | Delio Rodríguez       | + 34' 21"   |
| Achtste             | Isidro Bejarano       | + 35' 10"   |
| Negende             | José Botanch          | + 38' 01"   |
| Tiende              | Fermo Camellini       | +58' 20"    |
| Bergklassement      | Julián Berrendero     | 34 punten   |
| Tweede              | Pierre Brambilla      | 27 punten   |
| Derde               | Isidro Bejarano       | 17 punten   |

De 4e editie van de Ronde van Spanje werd verreden in 1942 en duurde van 30 juni tot en met 19 juli. Het parcours liep van Madrid naar Madrid over 19 etappes en de eindoverwinning ging naar Julián Berrendero.

## Statistieken
- Aantal ritten: 20
- Totale afstand: 3.688 km
- Gemiddelde snelheid: 27,505 km/h
- Aantal deelnemers: 40
- Aantal uitvallers: 18

## Verloop
Vanwege de Tweede Wereldoorlog waren 31 van de 40 renners Spaans. 
De Madrileen Julián Berrendero domineerde het algemeen klassement van begin tot eind en behaalde zijn tweede triomf op rij. De leider van het algemeen klassement ging voortaan weer gehuld in de oranje trui na het eenmalige experiment met de witte trui in de ronde van 1941. Berrendero's superioriteit was zo groot dat hij zich kon mengen in de strijd om het bergklassement en daarin de Italiaan (later Fransman) Pierre Brambilla voor wist te blijven.
De eerste etappe was al een voorafspiegeling van de eindoverwinning van Berrendero. De nummer twee van het jaar ervoor, Fermín Trueba, moest na een lekke band een geweldige inspanning verrichten en zou uiteindelijk niet finishen. Berrendero ontsnapte samen met Antonio Andrés Sancho en de twee eindigden met 5'25” voorsprong op de Fransman Georges Meunier, 19'04” op medefavorieten Joaquín Olmos en Ciprino Elys en 30'29” op het peloton. In de tweede etappe stapte een andere rivaal, Antonio Escuriet, af om verder bij zijn vrouw en pasgeboren kind te verblijven.
Berrendero's voornaamste tegenstanders waren zo al vroeg uitgeschakeld en zo hoefde hij alleen nog met Andrés Sancho af te rekenen. In de tiende etappe maakte Berrendero op de Col d'Ason een aanval van Pierre Brambilla onschadelijk, won de etappe en bouwde zijn voorsprong op Andrés Sancho met een beslissende 12'50” uit. Meer dan 100.000 mensen huldigden Berrendero in het Casa de Campo te Madrid. 
Sprinter Delio Rodríguez voegde acht etappezeges toe aan zijn aantal van twaalf van 1941.

## Belgische en Nederlandse prestaties
In totaal namen er 0 Belgen en 0 Nederlanders deel aan de Vuelta van 1942.

### Belgische etappezeges
In 1942 was er geen Belgische etappezege.

### Nederlandse etappezeges
In 1942 was er geen Nederlandse etappezege.

## Etappe-overzicht
| Etappe | Datum   | Van - naar                       | Km                | Etappewinnaar         | Klassementsleider |
| ------ | ------- | -------------------------------- | ----------------- | --------------------- | ----------------- |
| 1      | 30 juni | Madrid-Albacete                  | 245               | Julián Berrendero     | Julián Berrendero |
| 2      | juli    | Albacete-Murcia                  | 160               | Delio Rodríguez       | Julián Berrendero |
| 3      | juli    | Murcia-Valencia                  | 248               | José Jabardo          | Julián Berrendero |
| 4      | juli    | Valencia-Tarragona               | 278               | Delio Rodríguez       | Julián Berrendero |
| 5      | juli    | Tarragona-Barcelona              | 120               | Delio Rodríguez       | Julián Berrendero |
| 6      | juli    | Barcelona-Huesca                 | 279               | Delio Rodríguez       | Julián Berrendero |
| 7      | juli    | Huesca-San Sebastian             | 305               | Delio Rodríguez       | Julián Berrendero |
| 8      | juli    | San Sebastian-Bilbao             | 160               | René Vietto           | Julián Berrendero |
| 9      | juli    | Bilbao-Castro Urdiales           | 53 (ind. tijdrit) | Delio Rodríguez       | Julián Berrendero |
| 10     | juli    | Castro Urdiales-Santander        | 151               | Julián Berrendero     | Julián Berrendero |
| 11     | juli    | Santander-Reinosa                | 120               | Pierre Brambilla      | Julián Berrendero |
| 12     | juli    | Reinosa-Gijón                    | 199               | Delio Rodríguez       | Julián Berrendero |
| 13     | juli    | Gijón-Oviedo                     | 75                | Louis Thiétard        | Julián Berrendero |
| 14     | juli    | Oviedo-Luarca                    | 129               | Delio Rodríguez       | Julián Berrendero |
| 15     | juli    | Luarca-La Coruña                 | 219               | Louis Thiétard        | Julián Berrendero |
| 16a    | juli    | La Coruña-Santiago de Compostela | 63 (ind. tijdrit) | Antonio Andrés Sancho | Julián Berrendero |
| 16b    | juli    | Santiago de Compostela-Vigo      | 110               | René Vietto           | Julián Berrendero |
| 17     | juli    | Vigo-Ponferrada                  | 270               | Joaquín Olmos         | Julián Berrendero |
| 18     | juli    | Ponferrada-Salamanca             | 251               | Celistino Camilla     | Julián Berrendero |
| 19     | 19 juli | Salamanca-Madrid                 | 248               | Celistino Camilla     | Julián Berrendero |